# فرج ساطي

## فرج ساطي
لاعب كرة قدم ليبي ( - 2024 ) مواليد مدينة بنغازي لعب لنادي الأهلي بنغازي في مركز المدافع لعب في صفوف الفريق منذ ستينيات القرن الماضي و حتى منتصف السبعينات قبل ان يعتزل كرة القدم و ينتقل للعمل الإداري الرياضي - تخرج فرج ساطي من كلية الآداب - قسم الفلسفة بجامعة بنغازي
توفي فرج ساطي يوم الأحد 14 أبريل 2024 بعد أسابيع قليلة من إجرائه لعملية تركيب دعامة لأحد شرايين القلب

## حياته
تخرج من كلية الآداب قسم الفلسفة بجامعة بنغازي
تولى منصب رئيس مكتب التفتيش التربوي بمدينة بنغازي
المعلم الأخصائي الإجتماعي بمدرسة بنغازي الثانوية

## مسيرته
1- لعب لصالح الأهلي بنغازي منذ موسم 1967/1968 حتى نهاية السبعينات و لم يلعب لغيره حتى اعتزاله
2- عمل إداريا في الأهلي بنغازي حيث تولى منصب مدير الكرة بالنادي و نجح في هذه الفترة بالتتويج مع الفريق باللقب الرابع في تاريخ النادي سنة 1992

## إنجازاته
1- الترتيب الثاني في دوري المملكة الليبية 1969/1969
2- بطل الدوري الليبي لكرة القدم 1969/1970
3- بطل الدوري الليبي لكرة القدم 1971/1972
4- بطل الدوري الليبي لكرة القدم 1974/1975
5- بطل الدوري الليبي لكرة القدم 1992 كمدير كرة في النادي الأهلي بنغازي